# 青井いちご
青井 いちご（あおい いちご、1995年1月13日 - ）は、日本のAV女優。千葉県出身、LINX所属。

## 略歴・人物
2013年にAVデビュー。小柄で華奢、貧乳のロリ系AV女優。
趣味・特技は、ゲーム。

## 作品

### 2013年
- 生まれて初めてのおしり。 アナルはもう一つのマ○コだと教えられる。 いちご143cm（無毛）（9月1日、ミニマム）
- 小さなパイパンお嬢様 業界最速AVデビュー 青井いちご18才（9月6日、ロリ専科）
- 少女マニア倶楽部 近所の●学生にいたずら（10月4日、秘宝） ※「あおい」名義
- アナルNGなM男に突然アナル責め（10月5日、フリーダム）
- 淫行ビデオ3（11月1日、プラネットプラス）
- エッチなJK6組12人の友達同士が自分たちで撮影したレズっこ見せ合いオナニー（11月15日、プリモ）
- 想像してみてください、あなたはミニアイドル育成所の講師。10人の純真無垢な少女たちを密室に閉じ込めたら…。あなたが生きている内にやり遂げたかった10のタブー（12月5日、V&Rプロダクツ）
- 最高幼女 パイパンぶっかけ中出し輪姦 青井いちご 18才 身長143cm（12月6日、FIRST STAR）
- 《激痺》 子宮口直触オナニー 〜子宮丸見せ〜（12月10日、ラハイナ東海）
- 運動会の帰りに声を掛けて連れてきた可愛い女の子（12月15日、思春期.com）

### 2014年
- Petit Story 3 小さな妖精の4つのお話（1月1日、プラネットプラス）
- 新足裏 生足とストッキングの足裏（1月5日、フリーダム）
- ビッチロリ。 〜見た目は普通のちびロリ少女、中身はビッチで性知識豊富なおませロリータ〜（1月23日、ROCKET）
- 部活帰りにやってきたスポーツマッサージ店でオイルにこっそり媚薬を混ぜられてSEXすら知らないのにアナルでエクスタシーを感じてしまったスポーツ少女たち（1月23日、V&Rプロダクツ）
- 鍵っ子の小○生を狙った押し込みレイプ（1月24日、青空ソフト）
- 初めてアナルでイッちゃった♥（2月1日、ワンズファクトリー）
- 少女ギロチン拷問 拘束アナルFUCK（2月1日、CORE）
- 娘の幼馴染が入浴中なのにうっかり扉を開けてしまった俺（2月6日、AKNR）
- 未体験 丸見え映像!! 〜三人のツルンとパイパン女子校生〜（2月7日、太もも太郎）
- 潮吹き美少女 2穴OK生中出しソープ（2月13日、MOODYZ）
- パイパンロリ娘初めての緊縛ぶっかけ輪姦調教 青井いちご18才（2月14日、FIRST STAR）
- ゲキレツ宇宙海賊（2月14日、STUDIO2.5）
- 媚薬 2穴アクメトリップ!（2月19日、エムズビデオグループ）
- マジックナンパ! vol.8 10代美少女狙い撃ち! ♥♥ティーンズナンパ♥♥（2月21日、MAGIC）
- 愛しき女の生足5（3月1日、プラネットプラス）
- 女子校生のマン汁手コキ（3月12日、OFFICE K'S）
- JKおまんこおっぴろげオナニー2（3月12日、OFFICE K'S）
- JK花びらピンクサロン（3月12日、OFFICE K'S）
- 聖き汐のアルビレオ（3月14日、STUDIO2.5）
- 親には内緒の妹近親相姦旅行 いちご1○才（3月21日、I.B.WORKS）
- ご奉仕飲尿クンニ2（3月21日、OFFICE K'S）
- 素人エステナンパ 【悪徳サロンの性感エステ】でイカされちゃった素人娘 4時間（3月21日、映天）
- 入学式の帰りを狙った母娘同時押し込みレイプ（3月21日、青空ソフト）
- 母子家庭…処女っ子 おウチは団地 お邪魔します 一人っ子 いちか11 給食費滞納中!!（3月28日、FIRST STAR）
- 生足女性の足責め3（4月1日、プラネットプラス）
- ロリ専科 ロリっ娘フェラ ぎこちないフェラだけど懸命におしゃぶり! 萌えっ娘11人!（4月4日、cute♥）
- 女戦闘員PLATINUM Tango（4月11日、GIGA）
- 『高偏差値大学に通う地味で真面目そうな眼鏡女子ほど、実は超エロいって本当?』 試しに声を掛けてみたら…、敏感過ぎて痙攣しながら潮吹きまくりでイキ果てちゃいました…。3（4月11日、S級素人）
- 媚薬を使って教え子と母親を発情させて猥褻行為をする家庭教師（4月11日、青空ソフト）
- 非道催眠 ヤリ放題中出しレイプ（4月13日、マルクス兄弟）
- 羞恥放尿 人前で失禁&お漏らし（4月13日、マルクス兄弟）
- いいなり露出温泉（5月2日、FIRST STAR）
- キミだけに語りかけ! ロリっ娘20人! オマ●コぴちゃぴちゃ指入れ自画撮りオナニー4時間DX vol.09（5月16日、ロリオナ）
- 幼穴破壊 貧乳少女アナル集団生輪姦従順いいなり少女 めい JC1（5月23日、幼獄）
- いちご18才143cm低身長パイパン少女の乱交FUCK（5月25日、みるきぃぷりん♪）
- うぶな牝たちのまぐわいレズ（6月1日、ゑびすさん）
- 仲良し2人組の女の子を1本の生チ●ポで本物の穴姉妹にしてあげる。 いちごとすず（ダブル無毛）（6月1日、ミニマム）
- アナルを差し出す人妻レンタル契約2 狙われたパイパン幼妻二穴同時ファック痙攣絶頂生中出し快楽調教（6月13日、セレブの友）
- 日本の女性器大図鑑 私のオマ●コ見て下さい♥ 40人4時間DX vol.04（6月20日、BURST）
- 都内人気痴女専科デリヘルで働く新米送迎ドライバーが体験した信じられないエロイ車内（6月20日、映天）
- クラシックバトルNEO4（6月20日、バトル）
- 月刊 パンティストッキングマニア Vol.28 美脚×OL×オナニー（7月4日、OFFICE K'S）
- 超接写!! ズボズボ! アナルアクメ5（7月4日、OFFICE K'S）
- JK足コキ2（7月4日、OFFICE K'S）
- 野獣ドッグFUCK（7月4日、OFFICE K'S）
- 毛の無い少女に中出し12（7月13日、ケー・トライブ）
- マン汁中毒レズビアン2（7月18日、虎堂）
- 女子校生の淫語オナニー3（7月18日、OFFICE K'S）
- 本気で何度もイキまくるディルドオナニー VOL.3（7月18日、OFFICE K'S）
- 直飲み専門 体液カフェ2（7月18日、OFFICE K'S）
- 衝撃盗撮 万引き女子校生がアナルの中まで調べられた挙句にアナルFUCK 3（7月18日、映天）
- 寝取られエステ VOL.1（7月18日、映天）
- 青井いちごちゃん ふぁーすとすたープレミアムベスト8時間（7月25日、FIRST STAR）
- 彼氏のおちんちんVSデカチン18cm 彼氏のおちんちんサイズ大調査! でもフル勃起デカチン18cmを目の当たりにしたら…2 「彼氏の小さいサイズでも満足しています!」はホント?ウソ?（7月25日、レッド）
- 素人◎リータ生中出し いちご（8月1日、プラム）
- 人里離れたリゾート施設に宿泊していた日焼けがまぶしい修学旅行生たち。「完全無毛」（8月1日、ミニマム） ※AV OPEN2014ヘビー級エントリー作品
- 相互オナニーレズビアン（8月1日、虎堂）
- BFシリーズ SEXファイト5（8月8日、バトル）
- 貧乳パイパンいもうと中出し2（8月10日、ケー・トライブ）
- 可愛い妹との内緒のカンケイ（8月13日、マルクス兄弟）
- レズクンニリングス4（8月14日、OFFICE K'S）
- ド田舎の海辺で無垢な小○生に悪戯してそのまま近くの 海辺で乱交しちゃいました。（8月19日、キチックス）
- 家族旅行を装って…子●達と南の島へ秘密旅inグアム（8月22日、FIRST STAR）
- 家出ちゃん12日間に及ぶ軟禁連れ回し旅〜連れ回し逃避行〜（8月22日、FIRST STAR）
- 超絶！！レズエステティシャンの性技（8月26日、ラハイナ東海）
- 森の中の妖精たち。真夏の林間学校。（9月1日、ミニマム）
- CORE2014年上半期拷問史（9月1日、CORE）
- 鼻舐めレズビアン-Nose Licking lesbian-（9月9日、ラハイナ東海）
- 死神帝国×特研連合 レイプハンター開発計画 VS ワンダーレディー（9月12日、GIGA）
- ラットファイト〜女子のくすぐりあい、パイ投げあい、乳首相撲〜（9月19日、ゑびすさん）
- 母娘ナンパデカチ◯ポから目が離せない親子のセンズリ鑑賞4（9月19日、濡壺）
- THE強姦島 全裸貧乳少女・廃墟放牧サバイバルレイプ（9月19日、キチックス）
- マン汁中毒レズビアン2（9月19日、虎堂）
- リベンジポルノ?!このテープが金になるなら売りますよ 私の●校時代に交際していた別れた彼女のハメ撮り中出しセックス映像公開します。2「撮影してるのぉ??いやだぁ〜」「俺が見るだけだからさぁ大丈夫」（9月25日、レッド）
- ふたなり怪盗カーベラ復讐レズ完全敗北物語（9月26日、GIGA）
- アナル【括約筋】究極拡張（9月30日、ラハイナ東海）
- 生足で潰されるM男のアレ2（10月1日、プラネットプラス）
- 小さな女の子の敬語手コキフェラ（10月1日、プラネットプラス）
- 魔法のアイドル ドリーミーリリ（10月1日、GIGA）
- 青井いちご 総集編 4時間（10月3日、GLAY'z）
- アナルで感じるレズビアンマニア（10月14日、ラハイナ東海）
- いいなり従順ペットちゃん 海辺で遊ぶパイパン田舎娘をナンパしてそのまま乱交しちゃいました。（10月20日、妄想族）
- 彼氏の許可ありセックス?!私、彼氏のために…闇金業者に彼女を売った男子学生たち2 闇金業者「おまえの彼女少し貸してくれ」男子学生「…」（10月25日、レッド）
- プロジェクトSEX 社運はキミたちにかかっているんだ!新入社員たちに告ぐ!「世界最高水準の快感コンドームを開発せよ!」2 新入社員開発チームの苦悩と完成試着ドキュメント!（10月25日、レッド）
- 小さな女の子にオイルマッサージ（11月1日、プラネットプラス）
- 銭湯に迷い込んだ白と黒のつるつる天使たち。（11月1日、ミニマム）
- おしりさんはじめまして。アナルはもう一つのマ○コだと教えられるベスト。（11月1日、ミニマム）
- 危険日直撃!100万円争奪生中出しババ抜き大会!（11月8日、Mr.michiru）
- 「制服・下着・全裸」でおもてなし またがりオマ○コ航空3（11月8日、SODクリエイト）
- 近所のお医者さんでいたずらされた少女たち5人（12月1日、プラネットプラス）
- 肛門性愛者4（12月5日、映天）
- 女戦闘員デニール（12月12日、GIGA）

### 2015年
- 山梨県○谷 田舎の混浴温泉で出会った地元のパイパン○学生たちは都会のデカチンに興味津々2 初めて見るギン勃ちち○ぽを未成熟なおま○こにねじ込まれ中出し大乱交【スク水日焼け編】（1月8日、ディープス）
- 『高偏差値大学に通う地味で真面目そうな眼鏡女子ほど、実は超エロいって本当？』SP（1月9日、S級素人）
- FS破滅的JC，JK強姦8連発!! 夢ではない、ノンフィクだ。（1月23日、First Star）
- 流出！あられもない素人カップルの生セックス配信動画（2月13日、カルマ）
- 我を忘れるほど感じる失禁ディルド本気モードオナニー（2月13日、セレブの友）
- スクワット騎乗アナルオナニー（2月16日、フェティッシュジャパン）
- 失禁＆おもらしコレクション4時間（2月19日、妄想族）
- 街で見つけた仲良し母娘がエッチなゲームに挑戦!!2 欲求不満な母親の淫らな姿と思春期の娘の裸体に思わずフル勃起!!なんと…禁断の親子丼がタップリ撮れました!!!（2月27日、GIGOLO）
- 幼い身体の小さなアナルが検診という名の凌辱システムで強制貫通!私立聖○学園◯等部 未発達なアナル処女を狙う、年に一度の肛門科診断（3月19日、ディープス）
- 箱娘001（3月25日、日本コンテンツ流通）
- MOODYZ 2014年全タイトル16時間（4月1日、MOODYZ）
- 近親相姦 ふたりの兄と優柔不断な私…（4月1日、プラネットプラス）
- 素人センズリナンパ（4月3日、虎堂）
- 同級生強制射精いじめ 「ほらぁ、私に射精するところちゃんと見せてよ?」（4月13日、カルマ）
- 結婚●●が引き下げられた未来。奥さまはJ学生。子作り本物中出し。（5月1日、ミニマム）
- キス中毒☆女子校生（5月1日、OFFICE K'S）
- JK12人のエッチなおま○こがい〜っぱい◆ 語り掛け自画撮り指だけオナニー（5月15日、プリモ）
- 噂の新風俗!スケベ椅子ピンクサロン!2（5月20日、映天）
- 2穴犯し「あなる中出し日記」（6月1日、日鮮会）
- 寝とられ旅館 狙われた旅館家族（6月1日、FAプロ）
- 3つのお尻は電車のように連結される。つるつるスリー。（6月1日、ミニマム）
- ガン見淫語責め2（6月5日、OFFICE K'S）
- 女子校生の恥ずかし顔面騎乗（6月5日、OFFICE K'S）
- JKお漏らしディルドオナニー（6月5日、OFFICE K'S）
- 女子校生のヌード鑑賞アルバイト（6月5日、OFFICE K'S）
- 想像してみてください、あなたは教師。10人の純真無垢な○学生と突然エレベーターに閉じ込められたら…。あなたが生きている内にやり遂げたかった10のタブー2（7月10日、V＆R PRODUCE）
- いけない妄想にいやらしいお仕置きを（7月13日、赤ほたるいか）
- 炉理マニア 裏記録映像（9月1日、GLAY'z）
- 野球拳（9月1日、ゑびすさん）
- 処女膜検診（9月11日、V＆R PRODUCE）
- 実録少女無毛乱交中出しサークルVol.02（9月19日、幼獄LiTE/妄想族）
- 【個人撮影】都営集合住宅団地少女 わいせつ記録ノート（9月19日、キチックス）
- 秀才Nくんカンニングさせて! 期末テストの答えをみせてくれたら大事なところみせてあげる4 「やっぱり恥ずかしいぃ」「よく見せてくれないとテストみせないよ」48名（9月25日、レッド）
- TripleHoles3 クチ・マ●コ・アナルの贅沢な使い方（10月1日、MOODYZ）
- ちくび いじり（10月19日、ゑびすさん）
- レズ03 腋ワキ（12月6日、フェティッシュジャパン）
- マブダチ! ガチで仲良しな2人で自由奔放M男イジメ（12月18日、OFFICE K'S）

### 2016年
- レズ04 肛門アナル（1月11日、フェティッシュジャパン）
- トリプルレズビアン21（1月22日、クリスタル映像）
- レズ05 臭い（2月7日、フェティッシュジャパン）
- ヒロイン白目失神地獄 美少女戦士セーラーエンジェル編（2月12日、GIGA）
- 草津温泉旅館 恐怖?!ふと目覚めると見知らぬ奥さんふたりが…見知らぬ泥酔した奥さんふたりがボクのオチンチンを握り散々挿入するなど弄んだ果てに中出しした夢のような出来事「まだまだいっちゃダメよぉぉ凄い硬いわぁぁ次はあたしにいれてぇぇ」（3月19日、熟女はつらいよ）
- とある田舎町でおきた話 食品工場が撤退! リストラ問題!!熟年女性調理員と人事部長のエッチな裏取引「ハぁハぁんん、ハぁハぁこれで新工場に異動できるのですよね」（4月19日、熟女はつらいよ）
- パイパン角オナニー 4（5月25日、アロマ企画）
- まるっと! 青井いちご（6月1日、プラネットプラス）※単体ベスト
- 人体固定2穴バイブレ×プ（6月1日、CORE）
- 口臭嗅ぎレズ（6月1日、ゑびすさん/妄想族）
- アクメ性感 レズエステ（6月19日、ゑびすさん/妄想族）
- 黒髪つるぺた美少女パイパン尻穴レズビアン（6月24日、マニア9）
- 敏感な勃起乳首を舐めるレズ 9（7月19日、ゑびすさん/妄想族）
- 犯され壊されたちっぱい娘 いちご（8月1日、プラネットプラス）
- 人形あそび（8月13日、イノセント/HERO）
- 身長差ヒロイン ドミネーション地獄（10月14日、GIGA）
- パイパンロリっ娘秘密のレズ寮（12月16日、クリスタル映像）

### 2017年
- バーチャルべろチュウ（1月1日、ゑびすさん/妄想族）
- つるぺたロリィないいなり娘に父や兄が性的悪戯8人（2月1日、プラネットプラス）
- 過敏なアナル べろ突っこみ肛門舐めレズビアン（2月19日、ゑびすさん/妄想族）
- ザ・催眠レイプ ロ●ータ中出し 4時間（2月24日、TMA）
- まるっと! 青井いちご 2（3月1日、プラネットプラス）※単体ベスト
- ちっぱい少女に強制中出しセックス12人 2（3月1日、プラネットプラス）
- 踏みつけ!! 強制Wクンニ 呼吸困難! マ○コから逃げられない!（4月20日、レイディックス）
- 【隠し撮りドキュメント】ロリ系からムチムチ美熟女が在籍する足立区○瀬の‘非ヌキ’オイルマッサージ店で直接ガチ交渉し究極の‘リラクゼーションSEX’ができるか一部始終を盗撮してみた結果…。（7月13日、EROTICA）
- 元祖 時間よ止まれ！パート2（9月1日、V&R PRODUCE）
- ボディジャック ミステリー 憑依人狼ゲーム（9月7日、ROCKET）
- フェアリーテイル しっぽ×アナルプラグ マゾ体質のパイパン変態娘に尻尾プラグをぶっ刺して目隠し拘束したまま何度もイカせたら完落ちしたので美味しく中出し（11月3日、h.m.p）

### 2018年
- まるっと! 青井いちご 3 20歳の頃のいちごです!!（7月1日、プラネットプラス）※単体ベスト
- ツルペタ美少女絶頂性交 いちご18歳（8月25日、シャーク）
- 顔とパンチラと囁き淫語（9月25日、アロマ企画）
- 駆け出しタレントのうっかり!? あざとい舞台裏パンチラ 初々しい女の子たちの生パン＆自前パンツ見放題!!（9月25日、アロマ企画）
- 男達の性玩具 黒髪美少女はオナペット いちご18歳（10月13日、イノセント/HERO）
- タイトスカート×フレアスカート（10月13日、アロマ企画）
- 凄指技の睾丸マッサージ×逆手オイル手コキ（11月25日、アロマ企画）
- コスプレ娘 エロポーズパンチラ図鑑（11月25日、アロマ企画）

### 2019年
- 新人喰いの芸能事務所 弱小芸能事務所の個人レッスンで行われているハラスメント稽古の一部始終 (...という設定のドキュメント風AV)（8月13日、あら、スケベ/HERO）

### 2021年
- 美尻レズペット志願の女～舌を絡ませ乱れ合う2人だけの空間～ (12月10日、ビビアン)

### 2022年
- デカチンにハマっちゃったんだよ～ん (5月5日、七狗留)

### イメージDVD
- pureまん（2013年12月23日、極彩フィルム）※「花咲かな」名義
- Hip Hunt いちご（2014年8月26日、スパークビジョン）
- 少女が魅せるエロスの境地（2015年3月28日、INTEC Inc）

### 写真集
- 原寸大おっぱい図鑑 Ecstasy（2017年11月17日、一迅社　撮影：須崎祐次）Bカップ担当[2]

## 出演

### 映画
- 大性豪（2014年4月3日、香港）